# Лучки (Решетиловский район)
Лучки (укр. Лучки) — село,
Федиевский сельский совет,
Решетиловский район,
Полтавская область,
Украина.
Код КОАТУУ — 5324285402. Население по переписи 2001 года составляло 208 человек.

## Географическое положение
Село Лучки находится на левом берегу реки Ольховатая Говтва,
выше по течению на расстоянии в 1 км расположено село Федиевка,
ниже по течению на расстоянии в 4,5 км расположено село Долина,
на противоположном берегу — село Писаренки.
Рядом проходит железная дорога, станция Платформа 294 км в 1-м км.